# Maria Loukchina
Maria Mariya Loukchina, née le 7 avril 1932 à Novaya Usman en RSFS de Russie et morte le 17 avril 2014 à Voronej en Russie est une coureuse cycliste soviétique.

## Palmarès
- 1958
  -  Médaillée de bronze du championnat du monde sur route
- 1959
  - 6e du championnat du monde sur route
- 1960
  - 9e du championnat du monde sur route
- 1961
  - 5e du championnat du monde sur route
- 1962
  - 10e du championnat du monde sur route